# إدارة الخدمات الطبية للقوات المسلحة (مصر)
إدارة الخدمات الطبية للقوات المسلحة هي إحدى الإدارات التابعة لهيئة الإمداد والتموين بالقوات المسلحة المصرية وهي المسؤولة عن المستشفيات والمراكز الطبية للقوات المسلحة والممثلة في أكثر من 56 مستشفى ومركز طبي منتشرة في جميع أنحاء مصر، وتقدم خدماتها للعسكريين مجاناً وللمدنيين بأسعار رمزية. وتتمثل مهام الإدارة في تطوير الرعاية الصحية والعلاجية لجميع أفراد القوات المسلحة والمدنيين والاهتمام بالبحث العلمي، والتعاون مع الجهات الخارجية الطبية، كما تقوم بعقد المؤتمرات الطبية العالمية، واستقدام الخبراء الأجانب لإجراء الجراحات المتطورة وتبادل الخبرات والمعرفة للوصول لأحدث المستويات الطبية.
تختص الإدارة بمنظومة إعداد الأطباء بالقوات المسلحة وتأهيلهم للحصول علي درجات الماجستير والدكتوراه والزمالة من كبرى الجامعات العالمية، وإرسال البعثات التخصصية إلى كبرى المراكز البحثية العالمية لصقل مهارات الأطباء. وتقوم الإدارة أيضاُ بإرسال المساعدات الطبية للدول العربية والأفريقية والصديقة وإقامة المستشفيات الميدانية بها إذا تطلب الأمر خلال الأزمات طبقاً لأوامر القيادة العليا للقوات المسلحة.

## الجهات التابعة

### المجمعات الطبية
- مجمع الجلاء الطبي للقوات المسلحة.
- المجمع الطبي للقوات المسلحة بالمعادي.
- المجمع الطبي للقوات المسلحة بالإسكندرية.
- المجمع الطبي للقوات المسلحة بكوبري القبة.

### المستشفيات
- مستشفي الحرس الجمهوري
- مستشفى الماظة العسكري
- مركز الطب الطبيعي والتأهيلي وعلاج الروماتيزم
- مستشفي غمرة العسكري
- المستشفى الجوي التخصصي
- المستشفى الجوي العام
- مستشفى القوات المسلحة بالجيزة
- مجمع الطب النفسى العسكري بالهايكستب
- مستشفى الحميات للقوات المسلحة
- المركز الطبي العالمي
- مستشفى الحلمية العسكري للعظام والتكميل
- مستشفى 6 أكتوبر العسكري
- مستشفى غرب القاهرة العسكري
- المستشفى العسكري العام بالإسكندرية "الإيطالي"
- مستشفى أبو قير البحري
- مستشفى رأس التين العسكري
- مستشفى العامرية العسكري
- مستشفي كفر الشيخ العسكري
- مستشفي قنا العسكري
- مستشفى السلوم العسكري
- مستشفى المنصورة العسكري
- مستشفى الزقازيق العسكري
- مستشفى سيدي كرير العسكري
- مستشفى أحمد جلال العسكري
- المستشفى العسكري بدمياط الجديدة
- مستشفى دمنهور العسكري
- مستشفى السويس العسكري
- مستشفي فايد العسكري
- مستشفى العاملين المدنيين بالقوات المسلحة
- مستشفى شبين الكوم العسكري
- مستشفي بورسعيد العسكري
- مستشفى القصاصين العسكري
- مستشفى طنطا العسكرى
- مستشفى بنى سويف العسكرى
- مستشفى المنيا العسكري
- مستشفى العريش العسكري
- المستشفى العسكري بالغردقة
- المستشفى العسكري بسوهاج
- المستشفى العسكري بقنا
- المستشفى العسكري بأسوان
- مستشفى مرسى مطروح العسكري
- مستشفى سيدي براني العسكري
- مستشفى برنيس العسكري

### العيادات
- عيادة التوفيق الخارجية - مدينة نصر، القاهرة.
- عيادة العجوزة الخارجية المجمعة - العجوزة، الجيزة.
- عيادة زهراء مدينة نصر - زهراء مدينة نصر.
- عيادة الحلمية - الحلمية.

### المدارس
- المدارس الثانوية العسكرية للتمريض للذكور بكوبري القبة.
- المدارس الثانوية العسكرية للتمريض للإناث» (المعادي، المركز الطبي العالمي، الإسكندرية، سوهاج).

## مديري الإدارة
- لواء طبيب / خالد شكري.[9]
- لواء طبيب / هشام الششتاوي.[10]
- لواء طبيب / مجدي أمين.[11]
- لواء طبيب / مصطفى أبو حطب.[12]
- لواء طبيب / جمال الصيرفي.[13]
- لواء طبيب / أحمد عبد الحليم.[14]
- لواء طبيب / حاتم غريب.[15]
- لواء طبيب / عفت مهدي.[16]
- الفريق فخري / حسن صبري.[17]
- لواء طبيب / أحمد إبراهيم علي.[17]
- لواء طبيب / إبراهيم فوزي.[18]

## معرض الصور

المركز الطبي العالمي
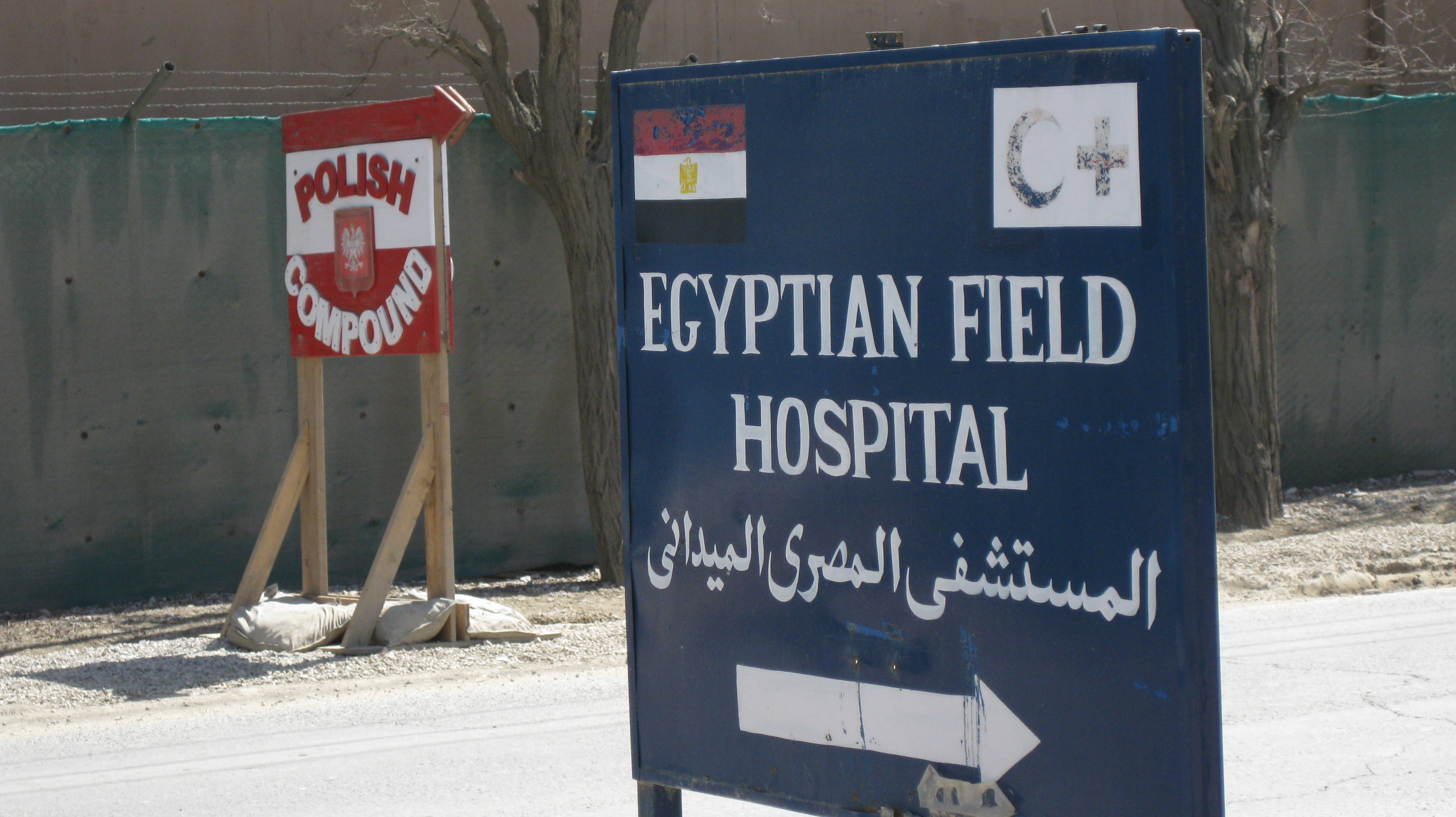
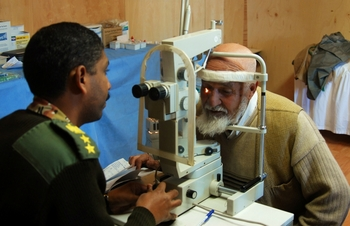
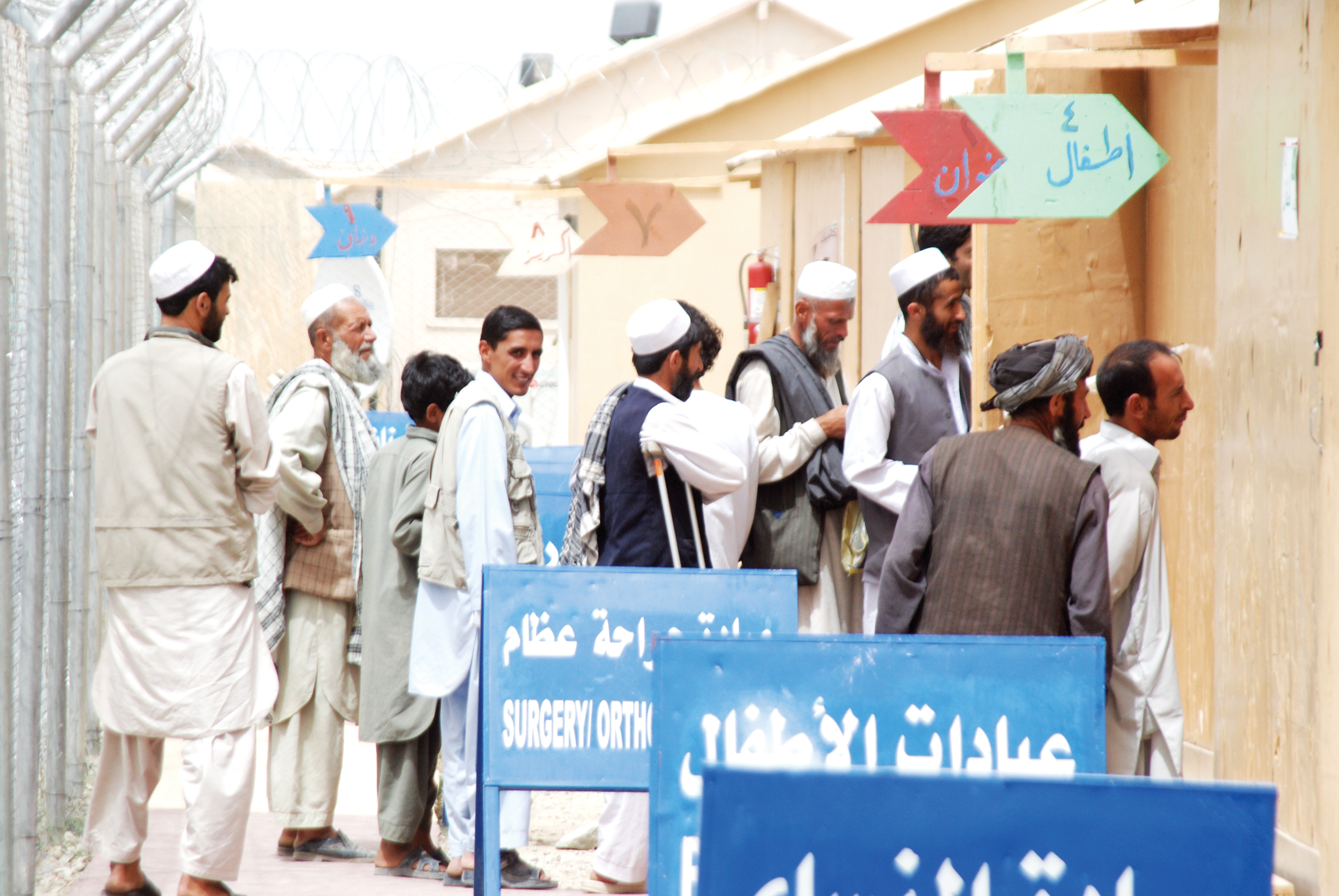
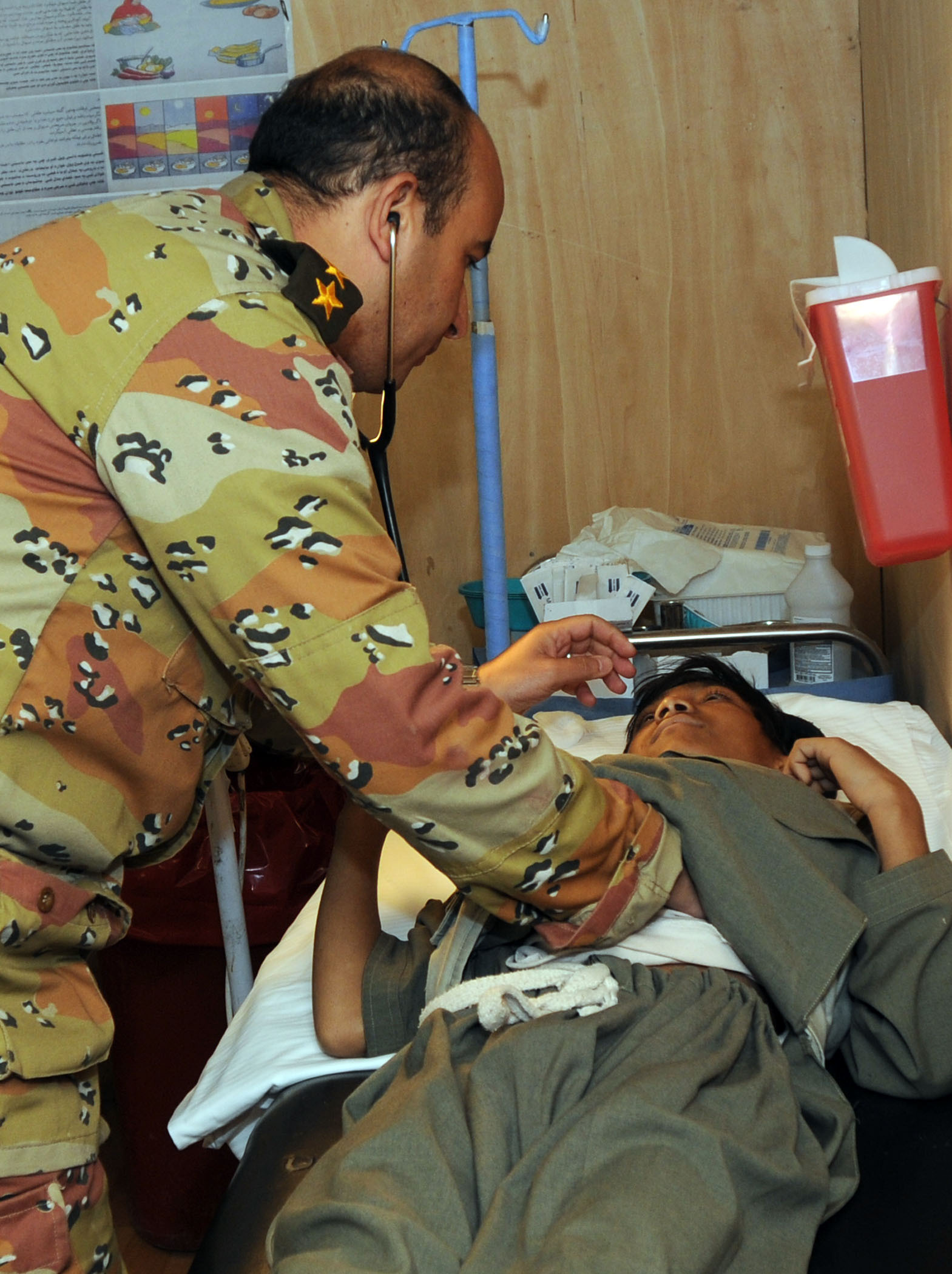
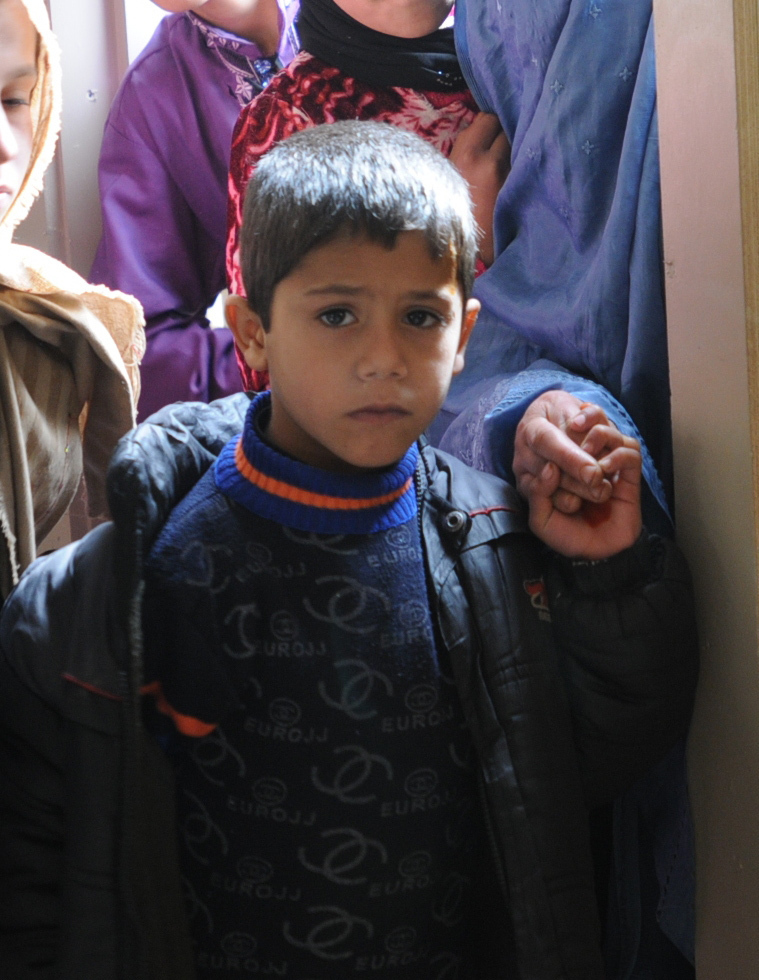
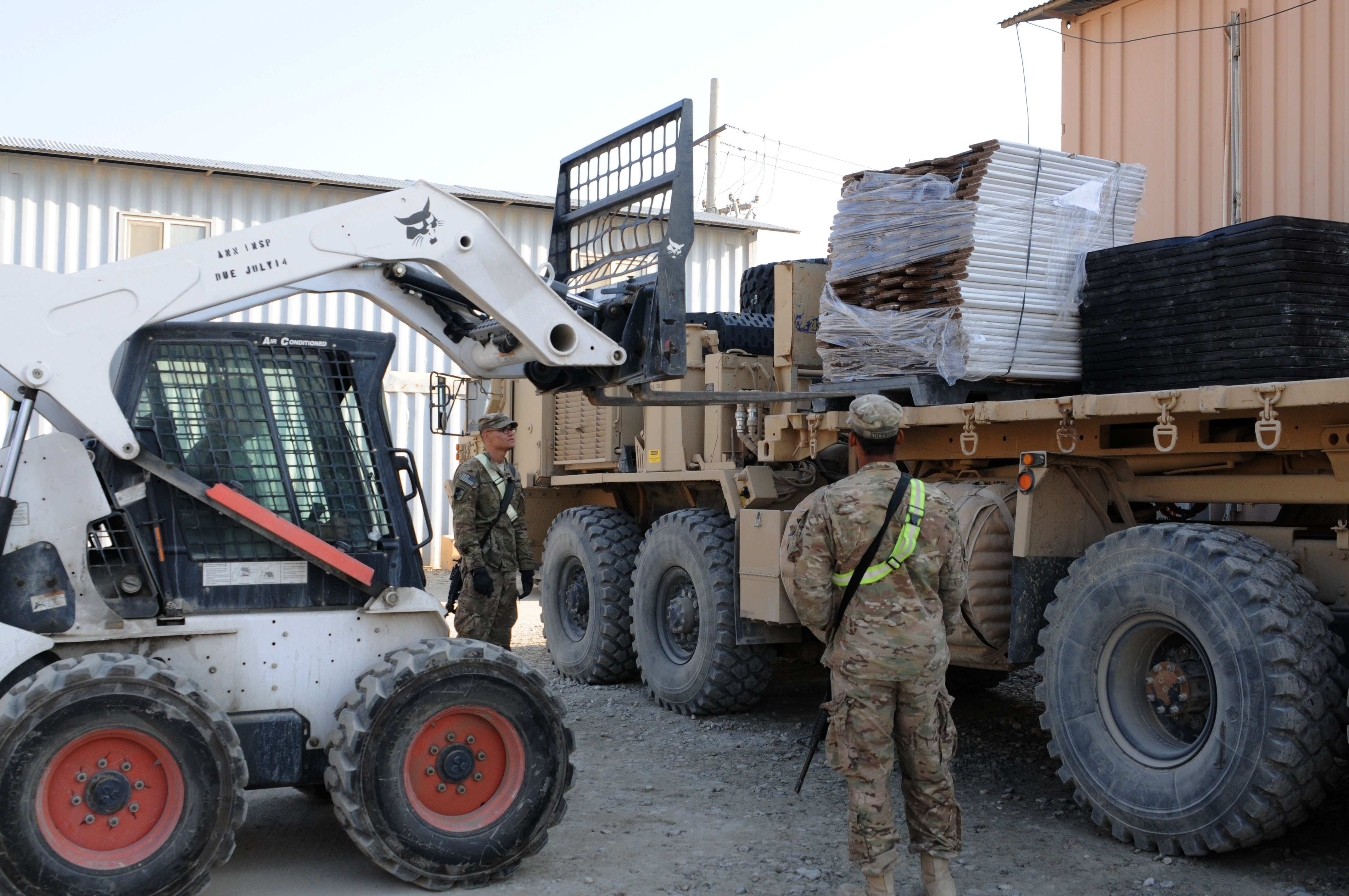
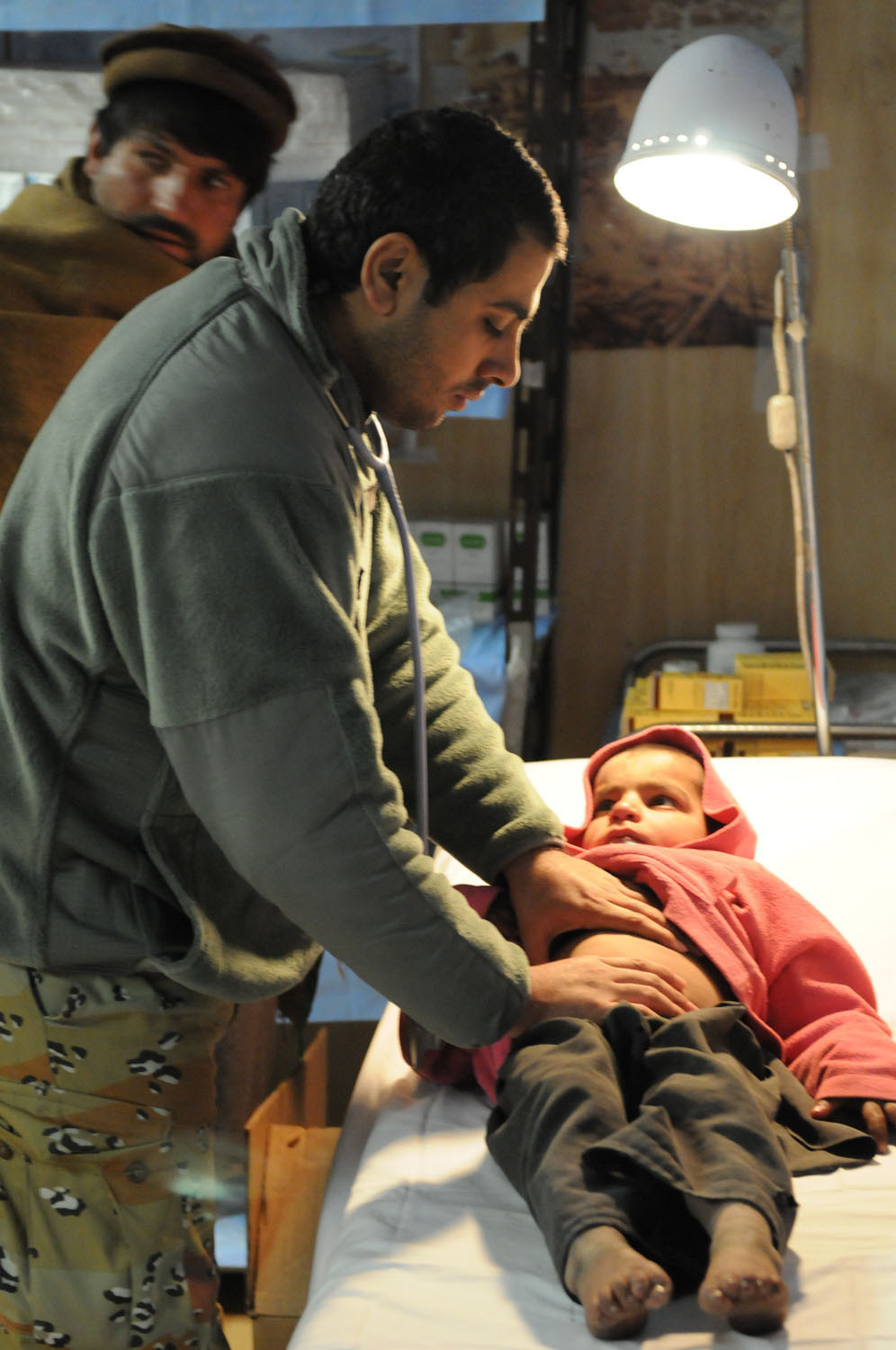
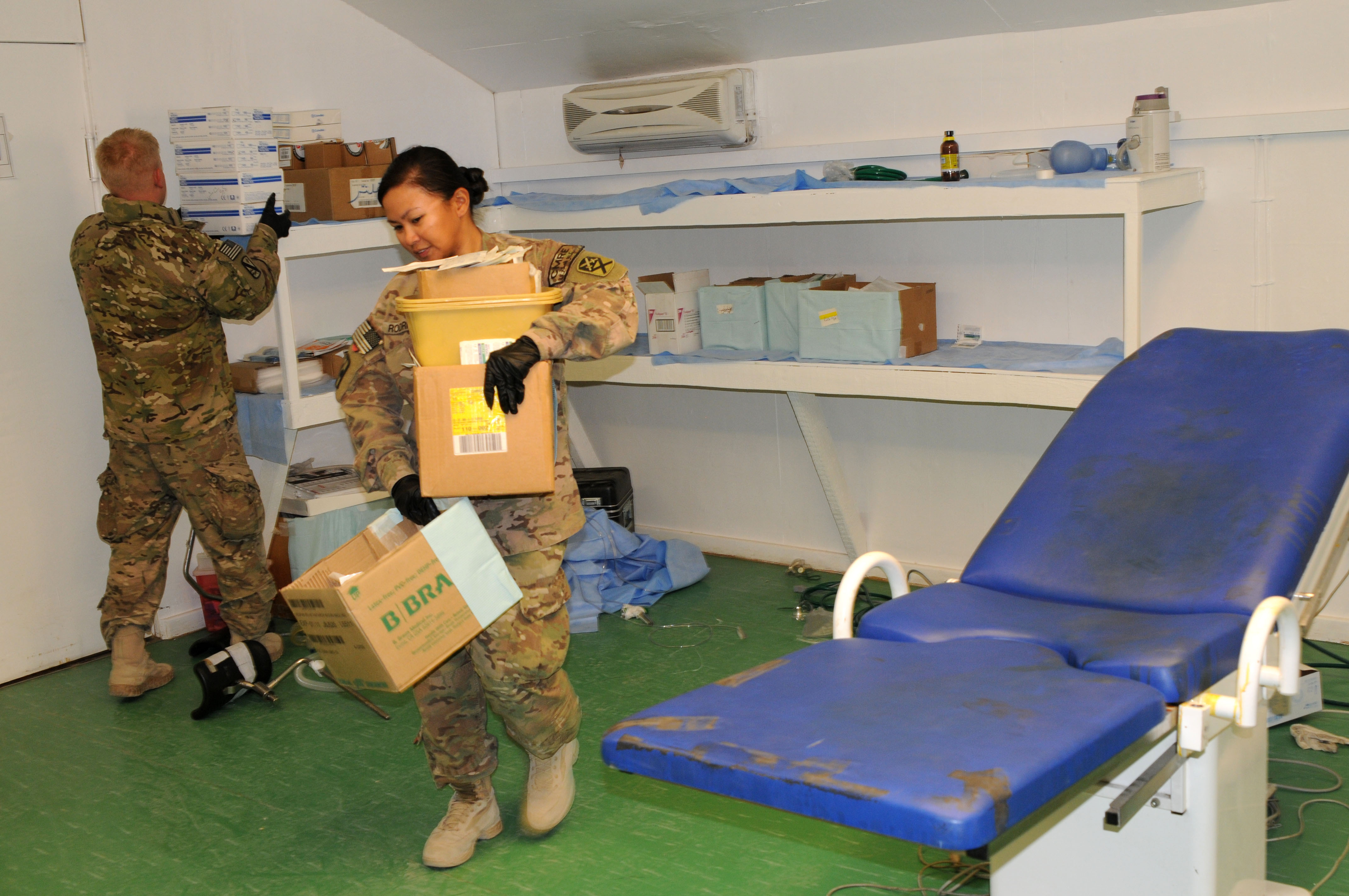
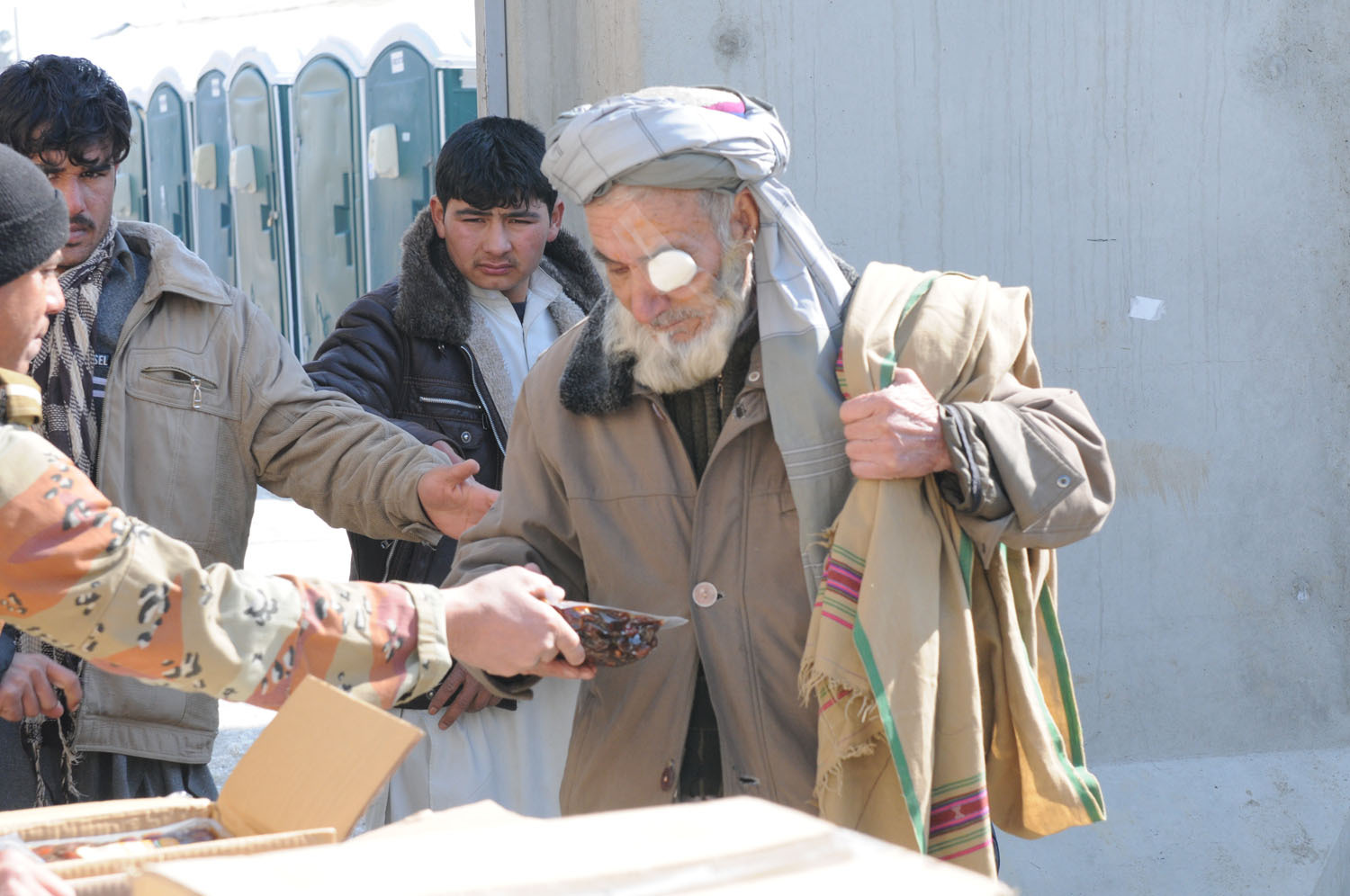
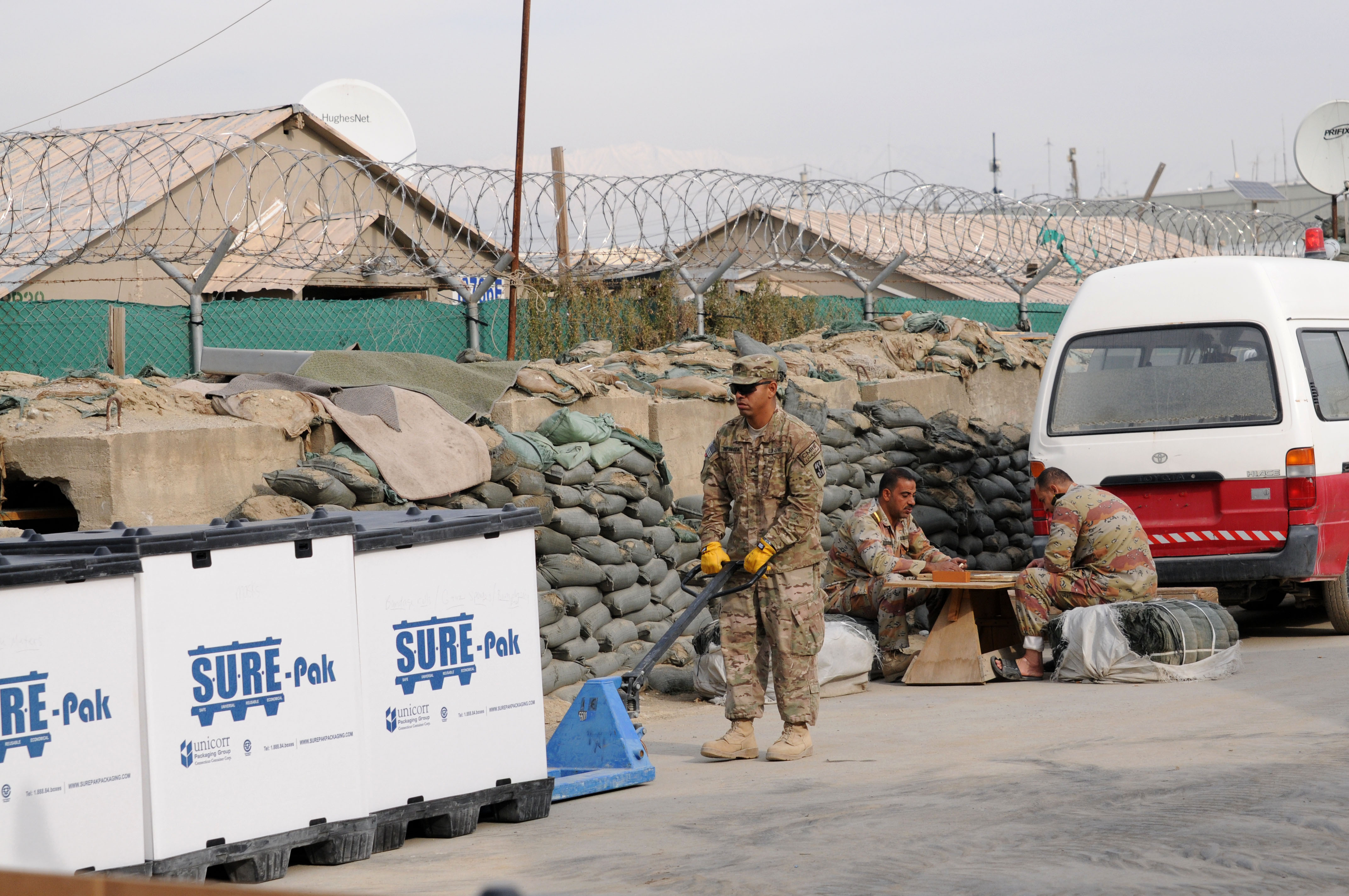
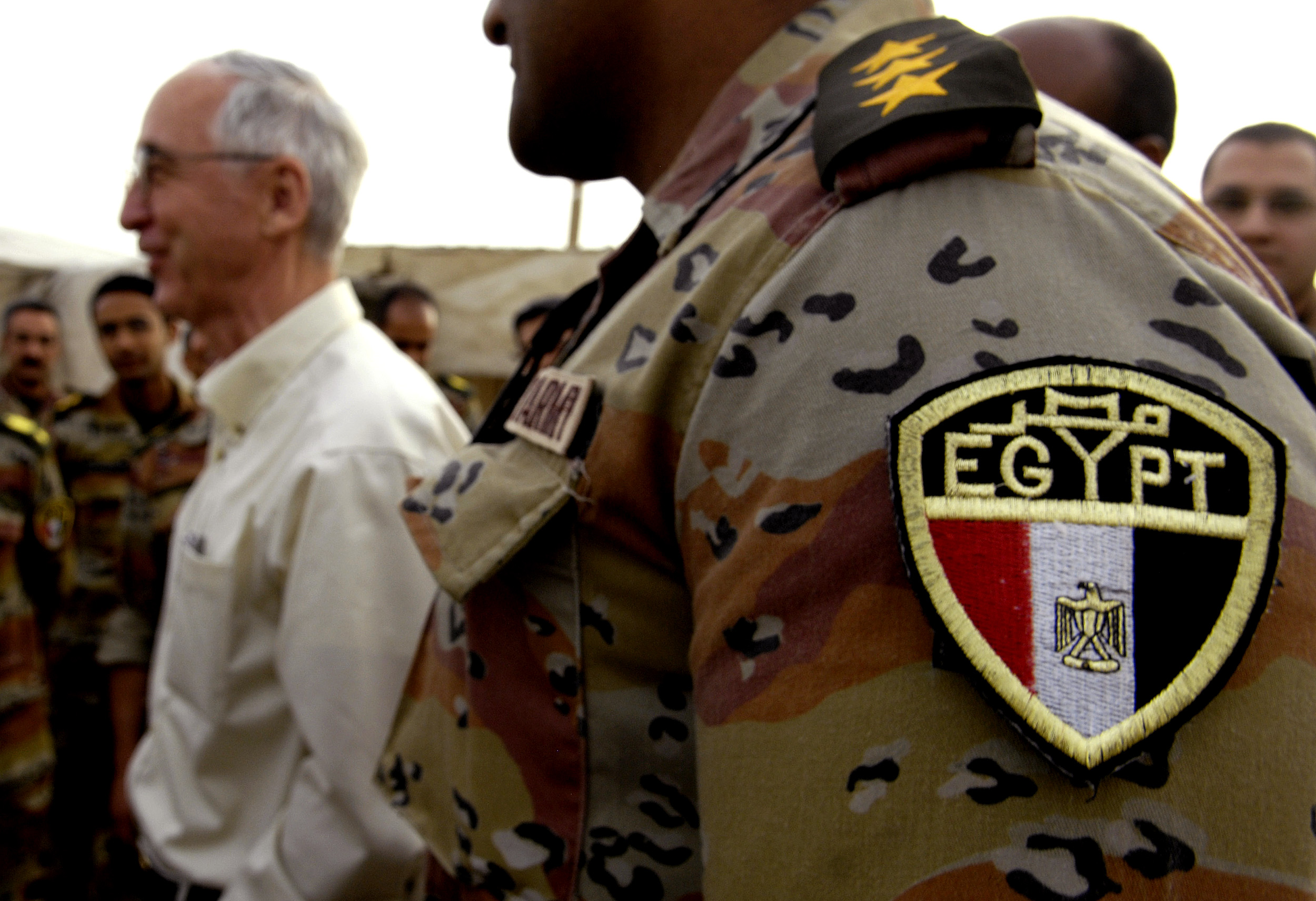
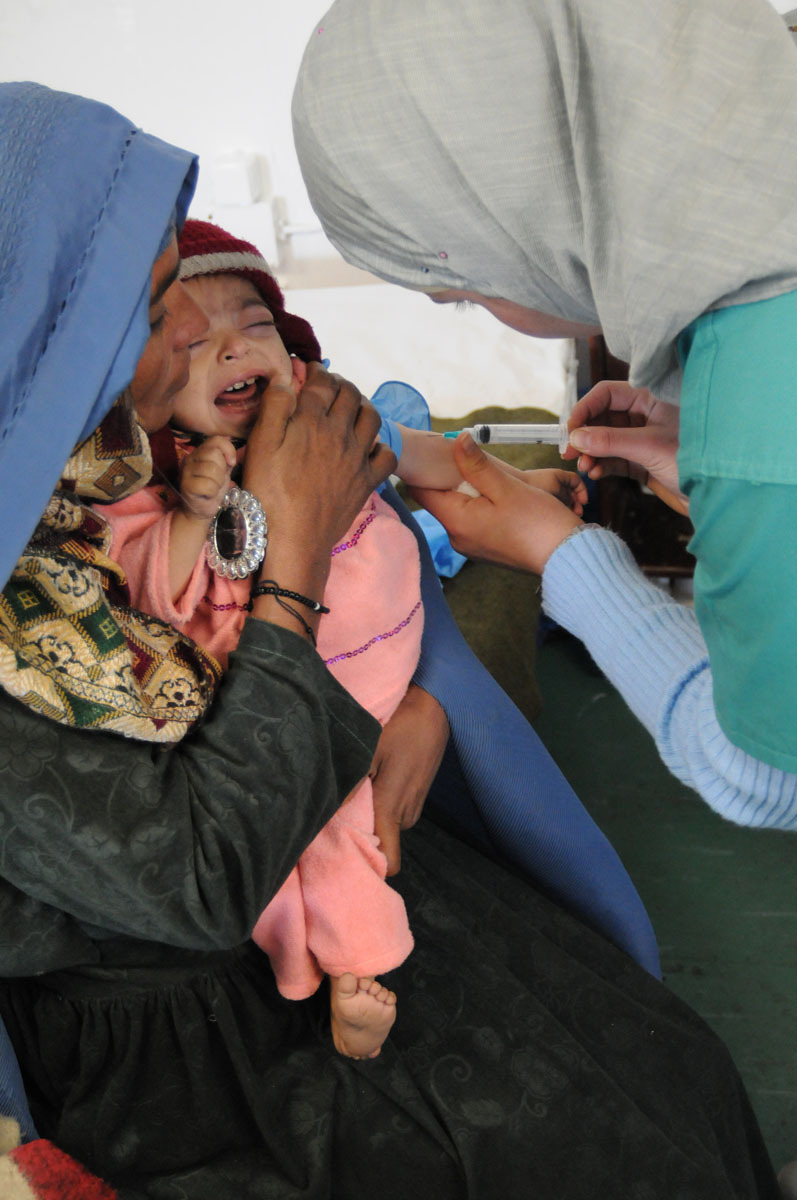
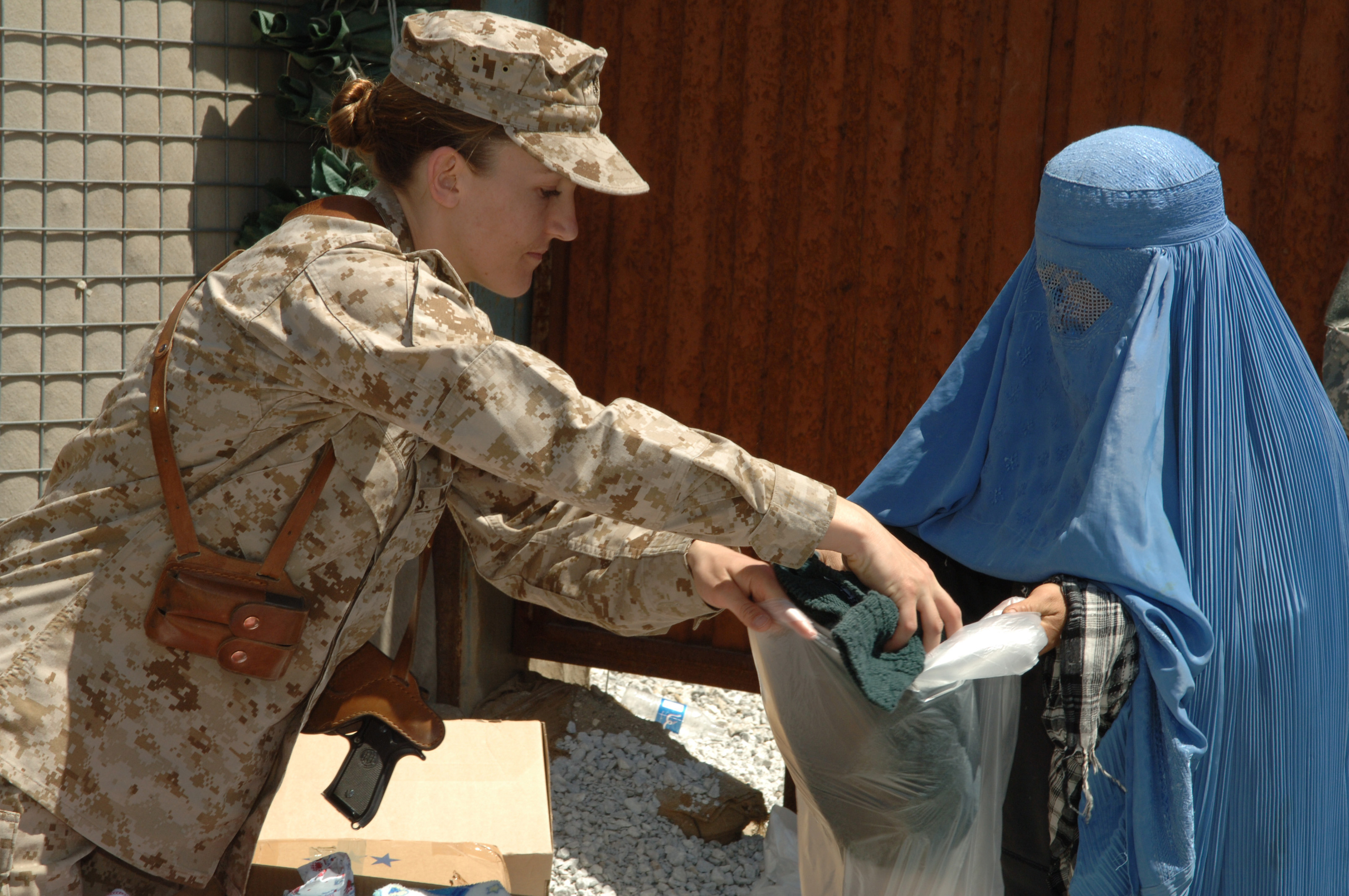
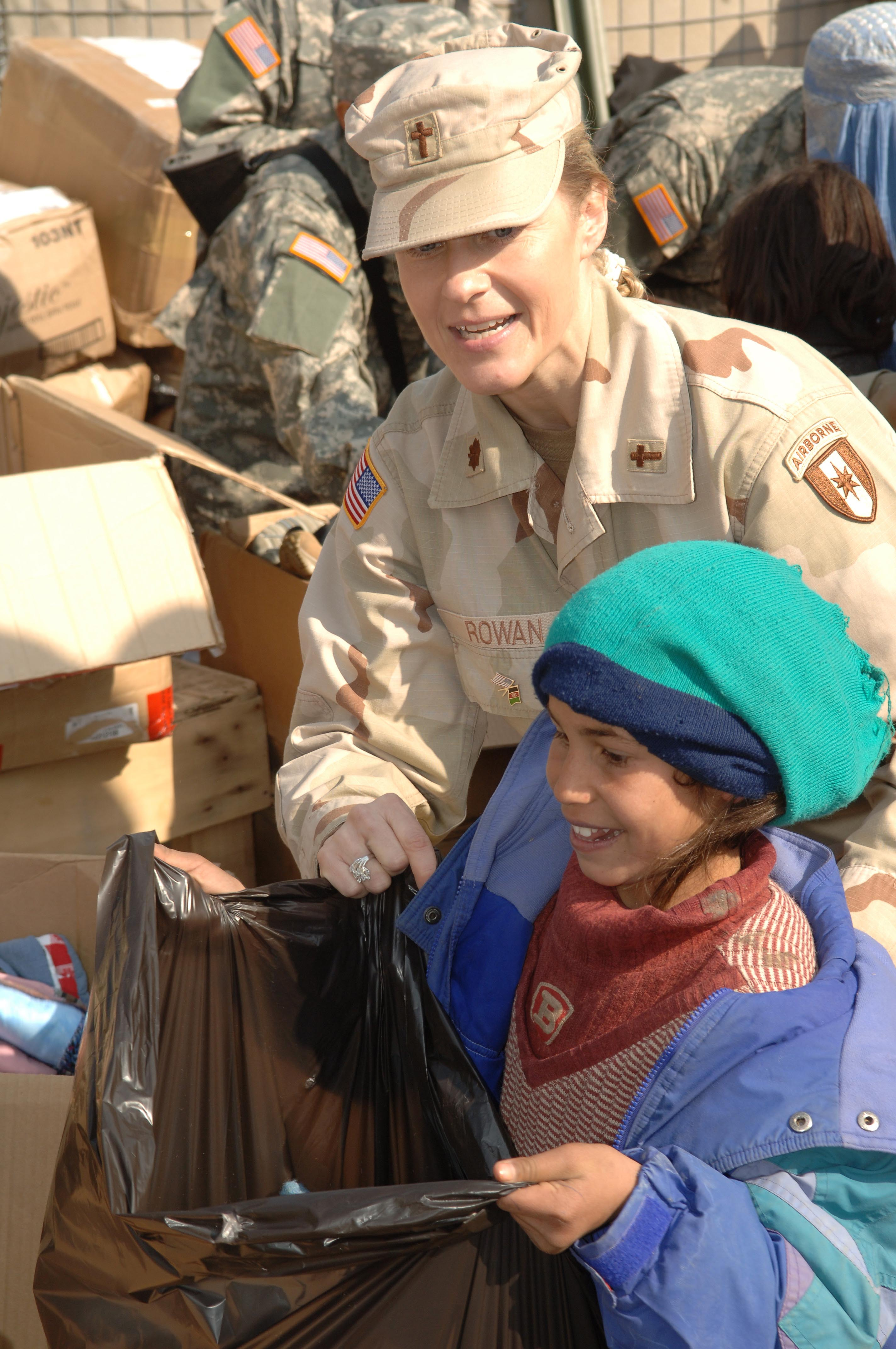
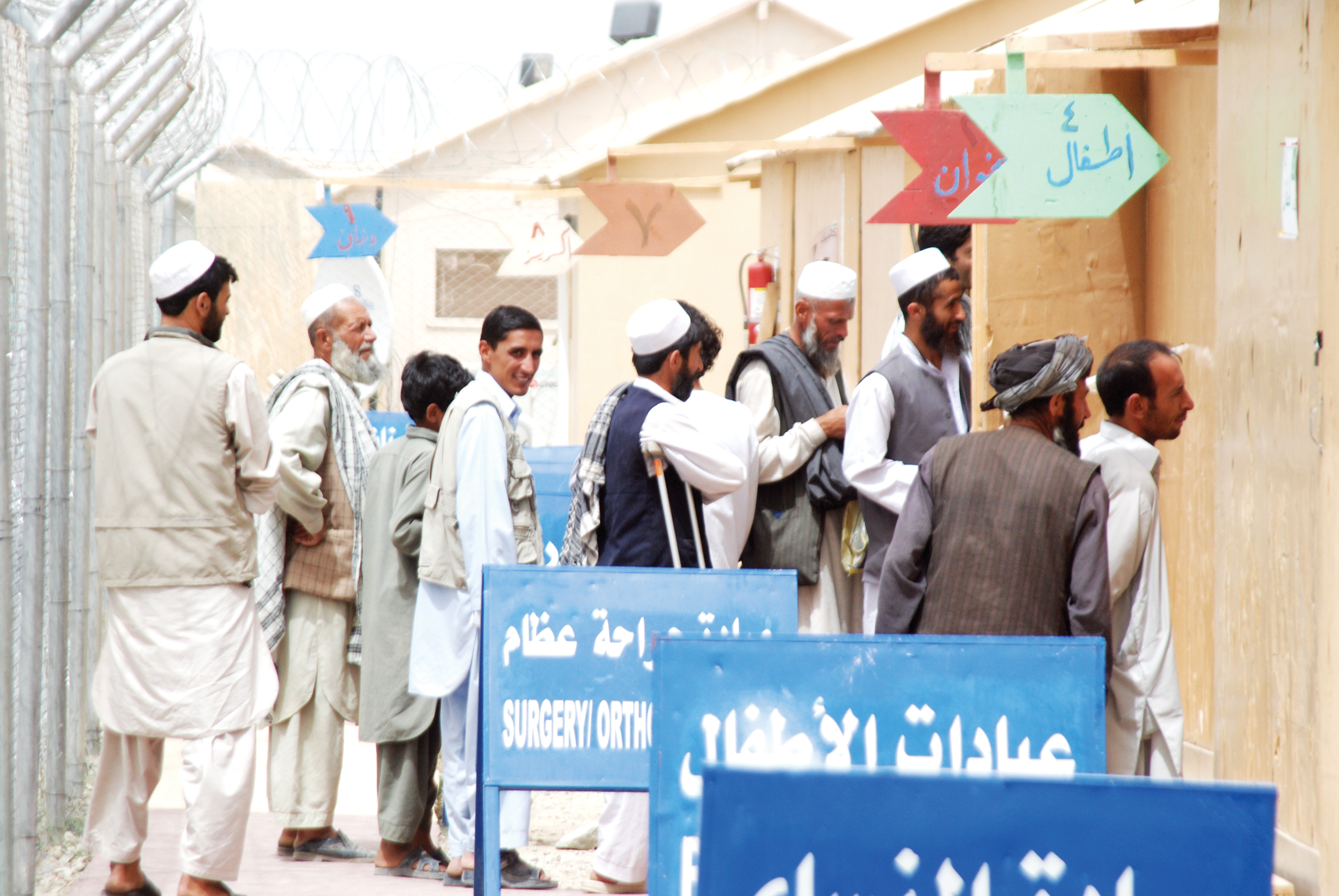
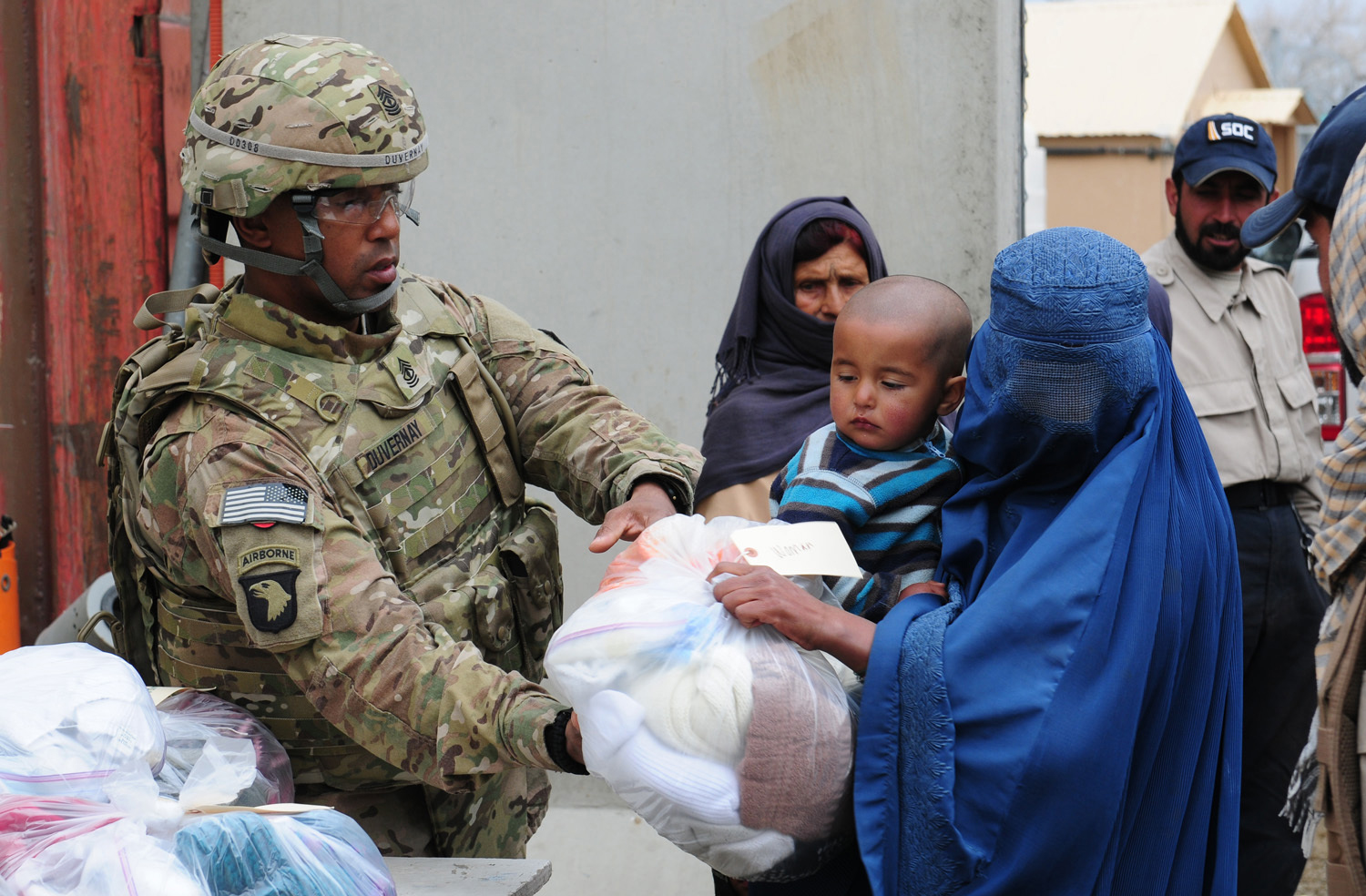
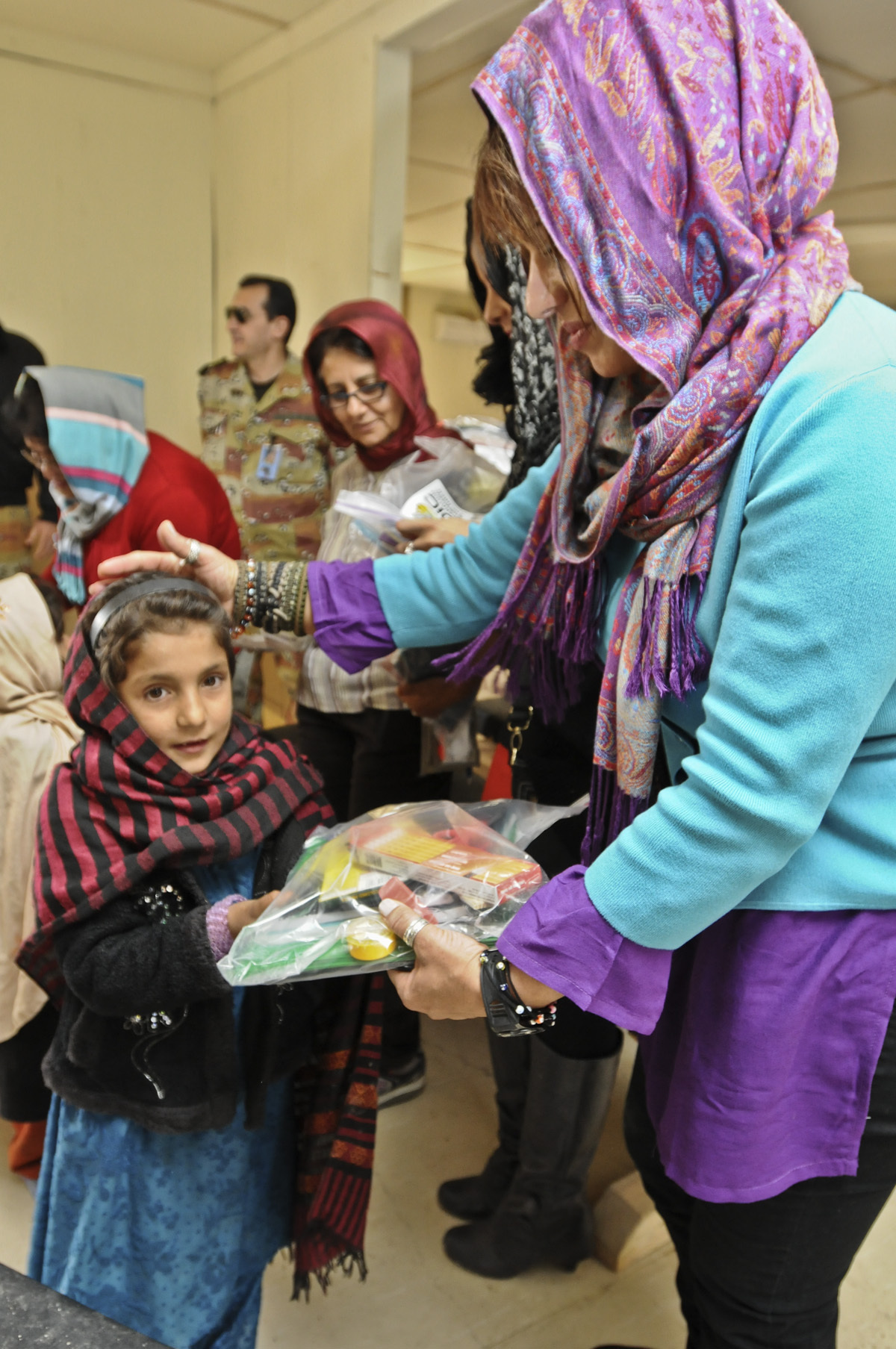
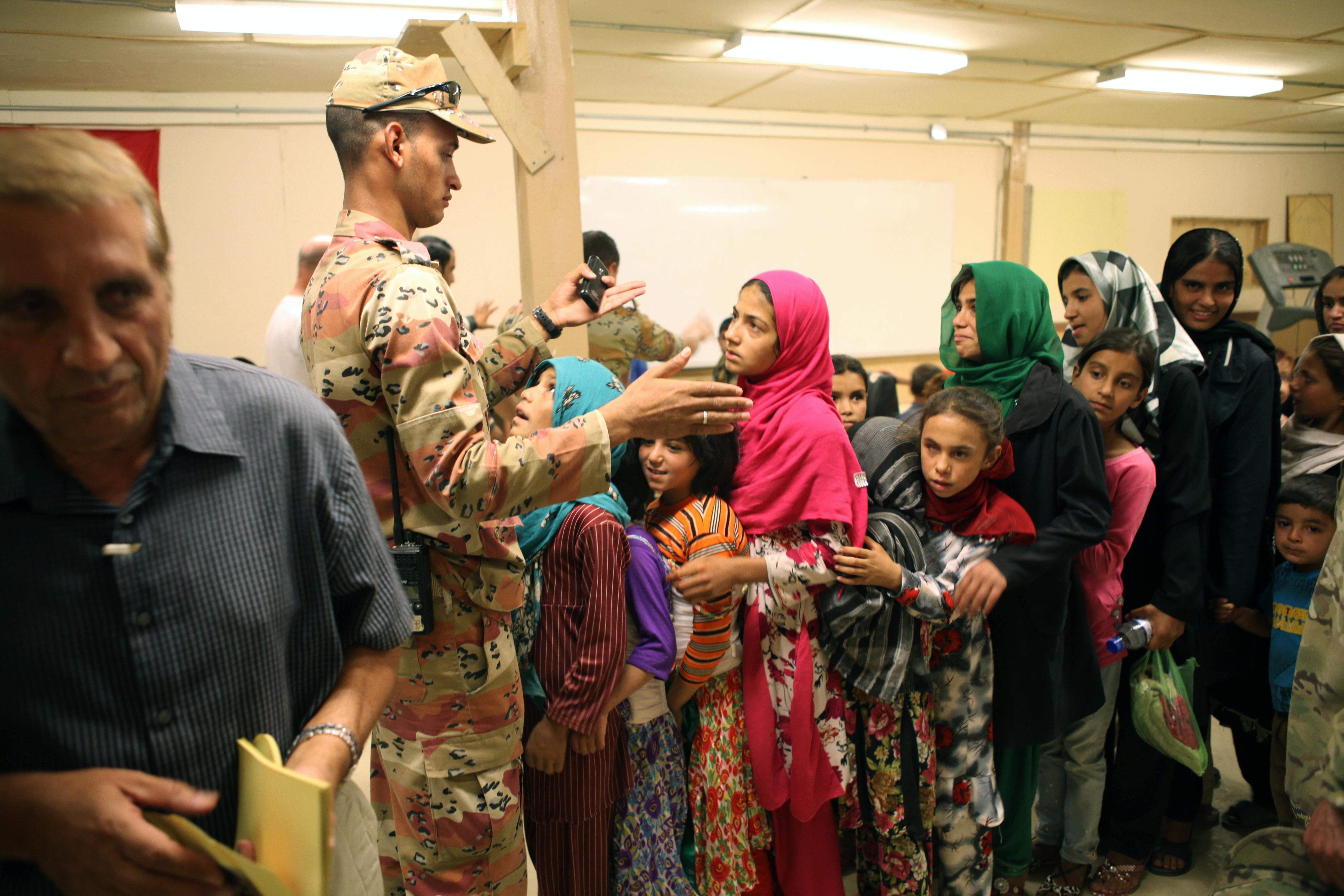
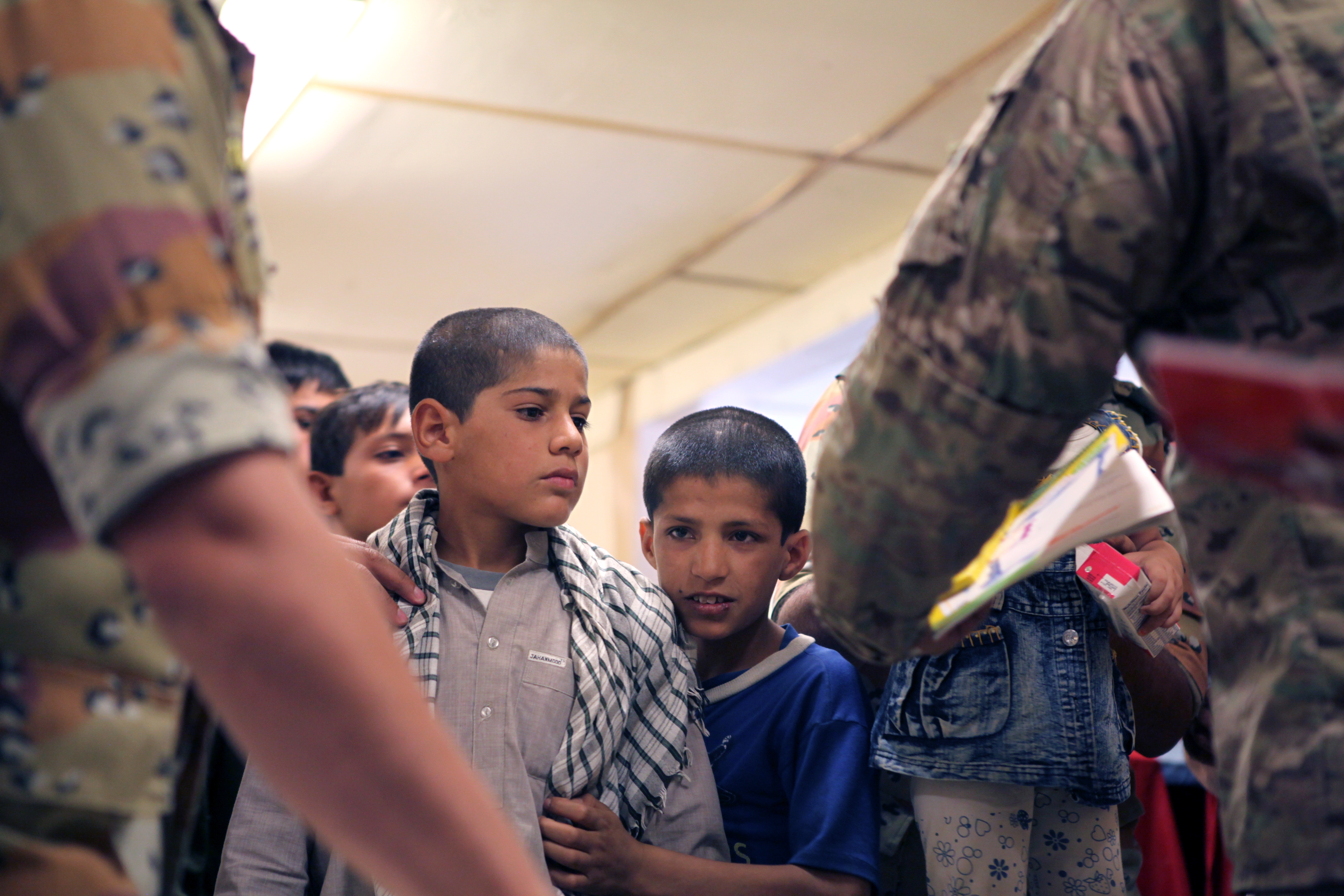
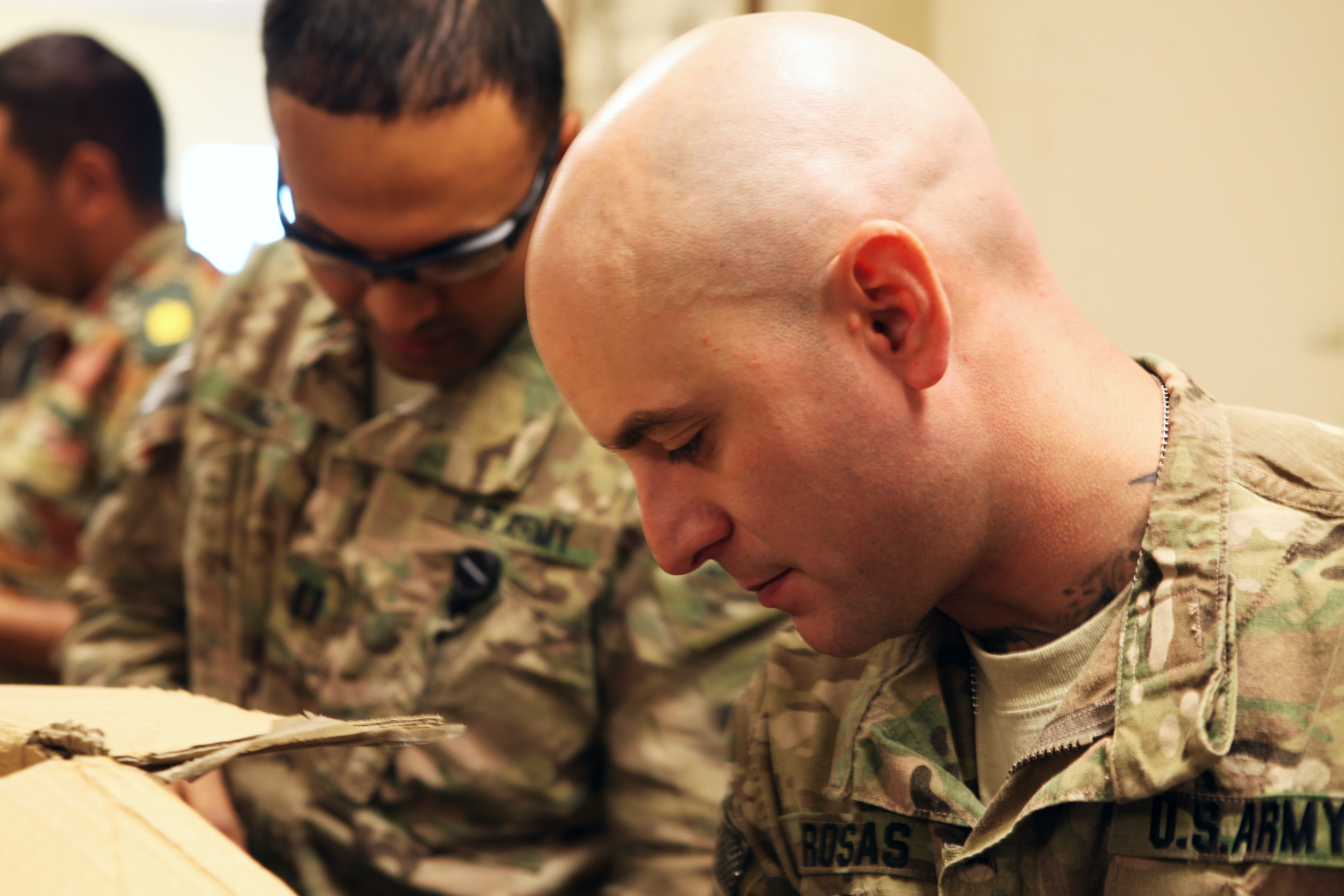
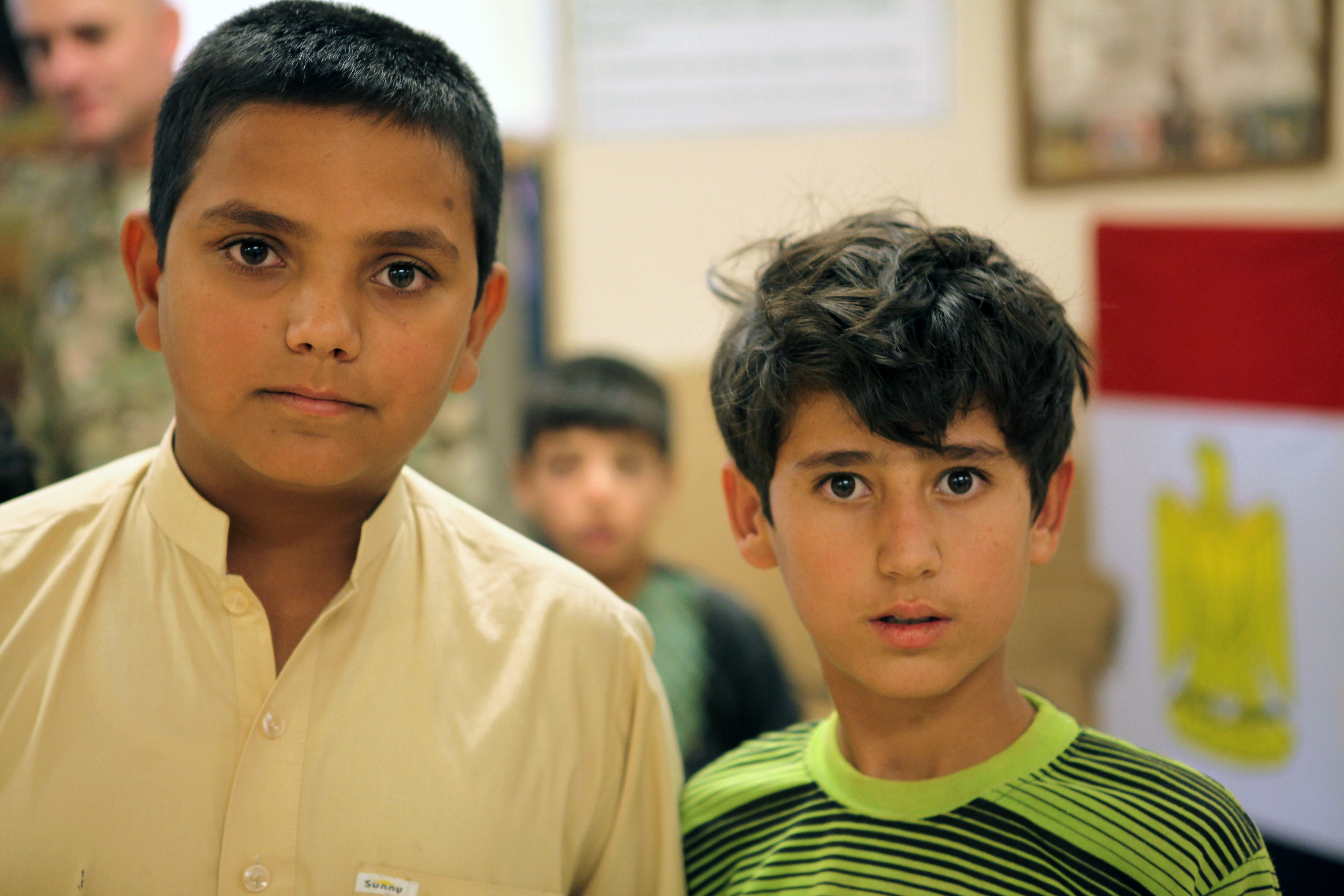
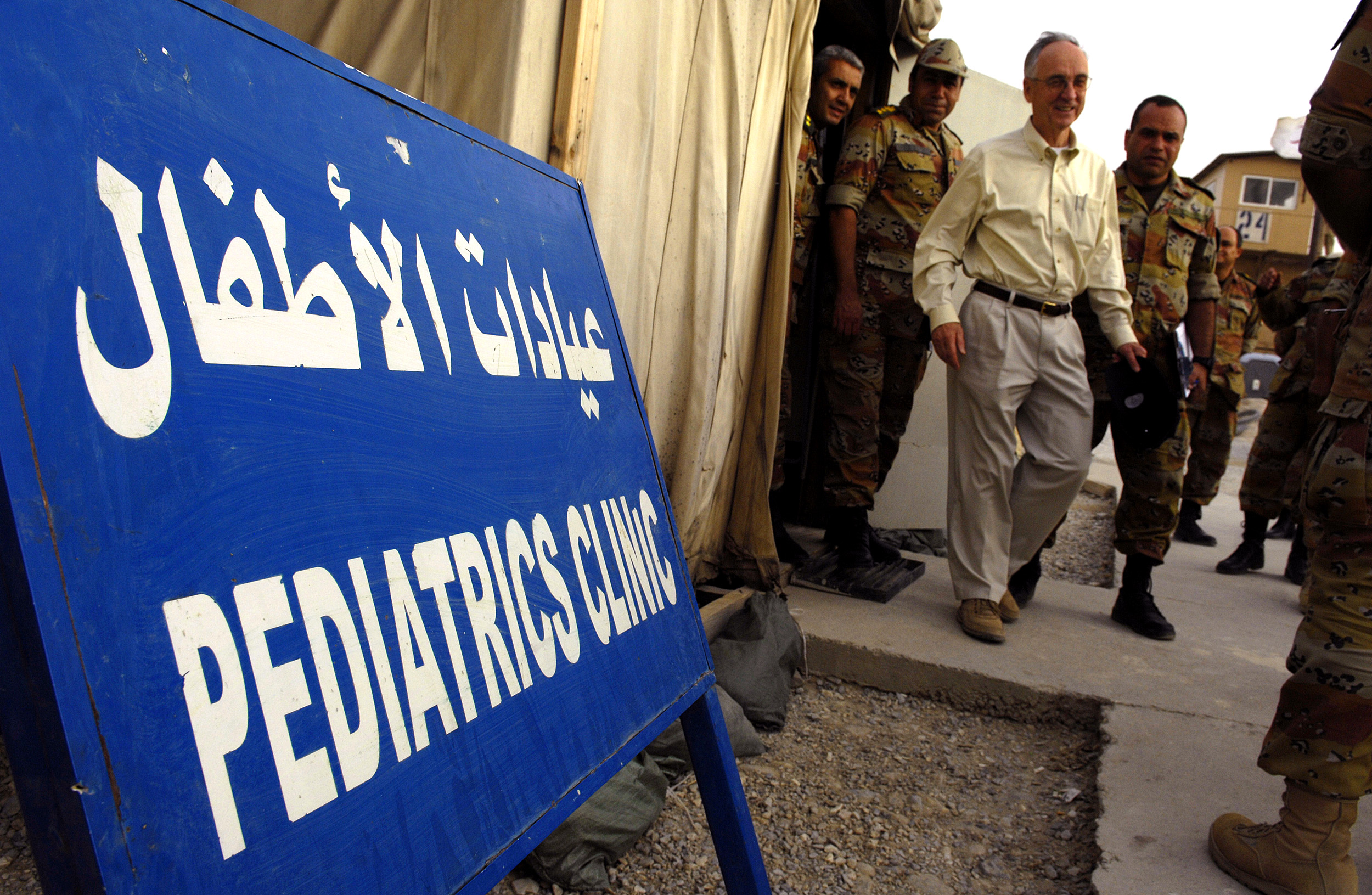
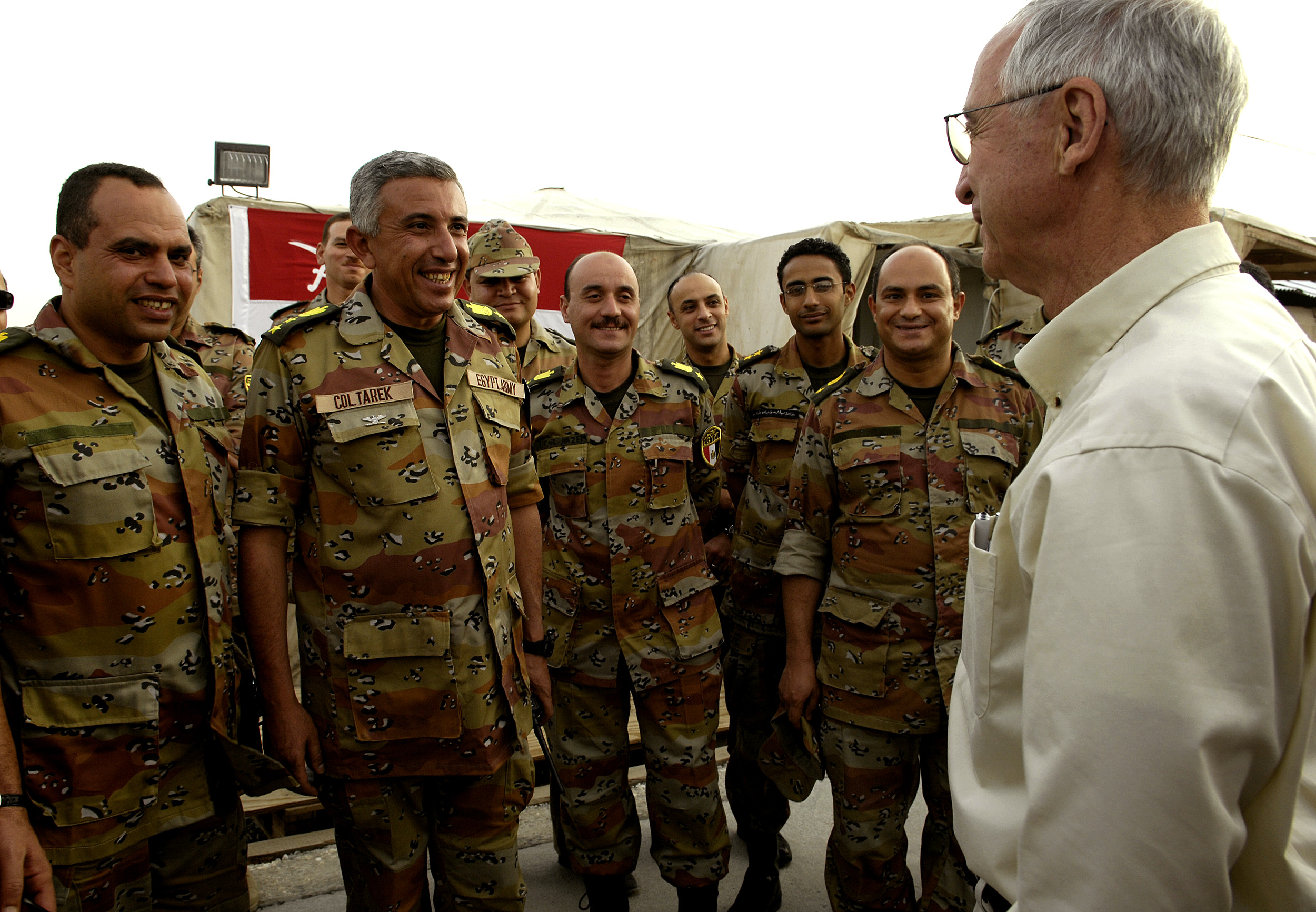
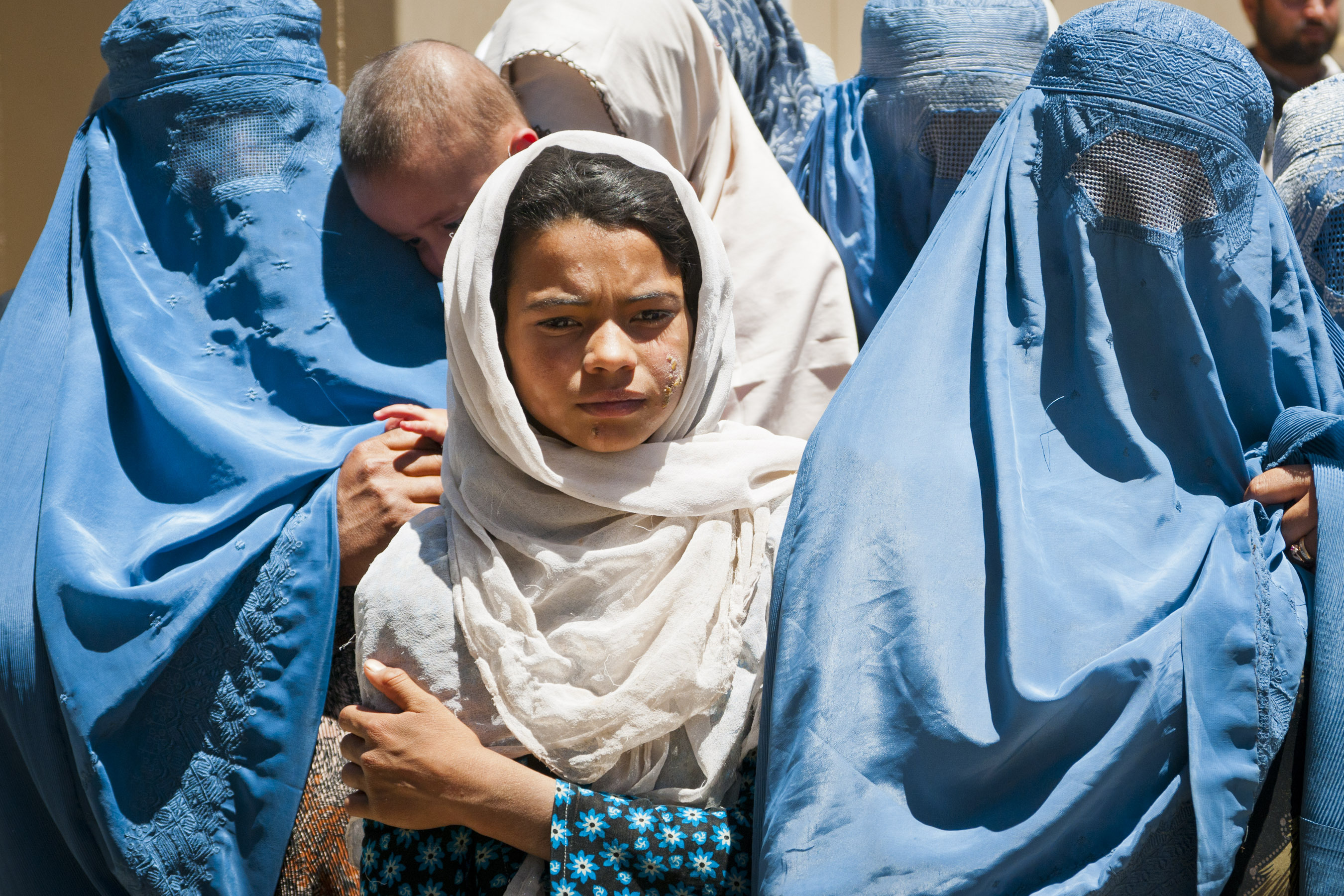
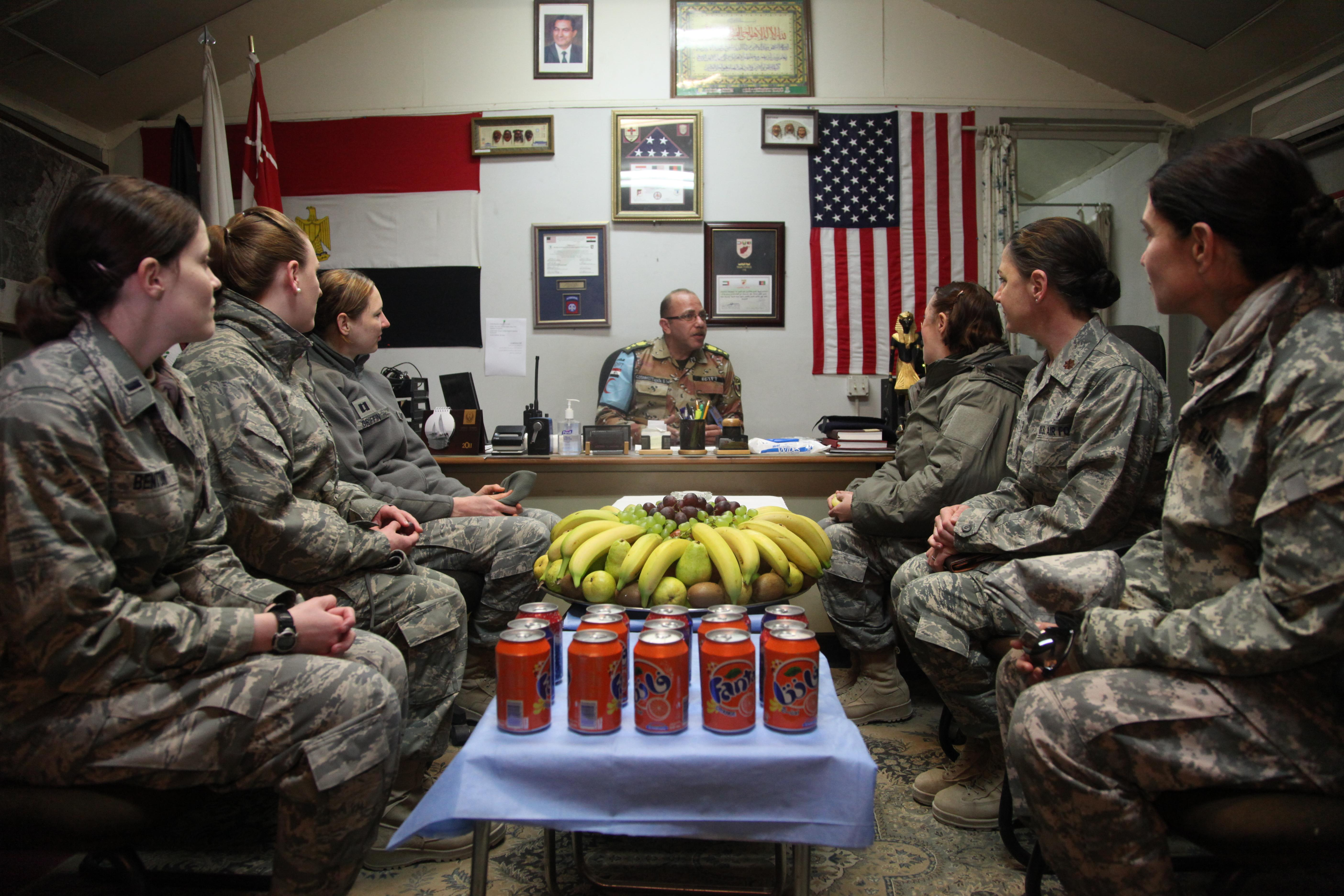
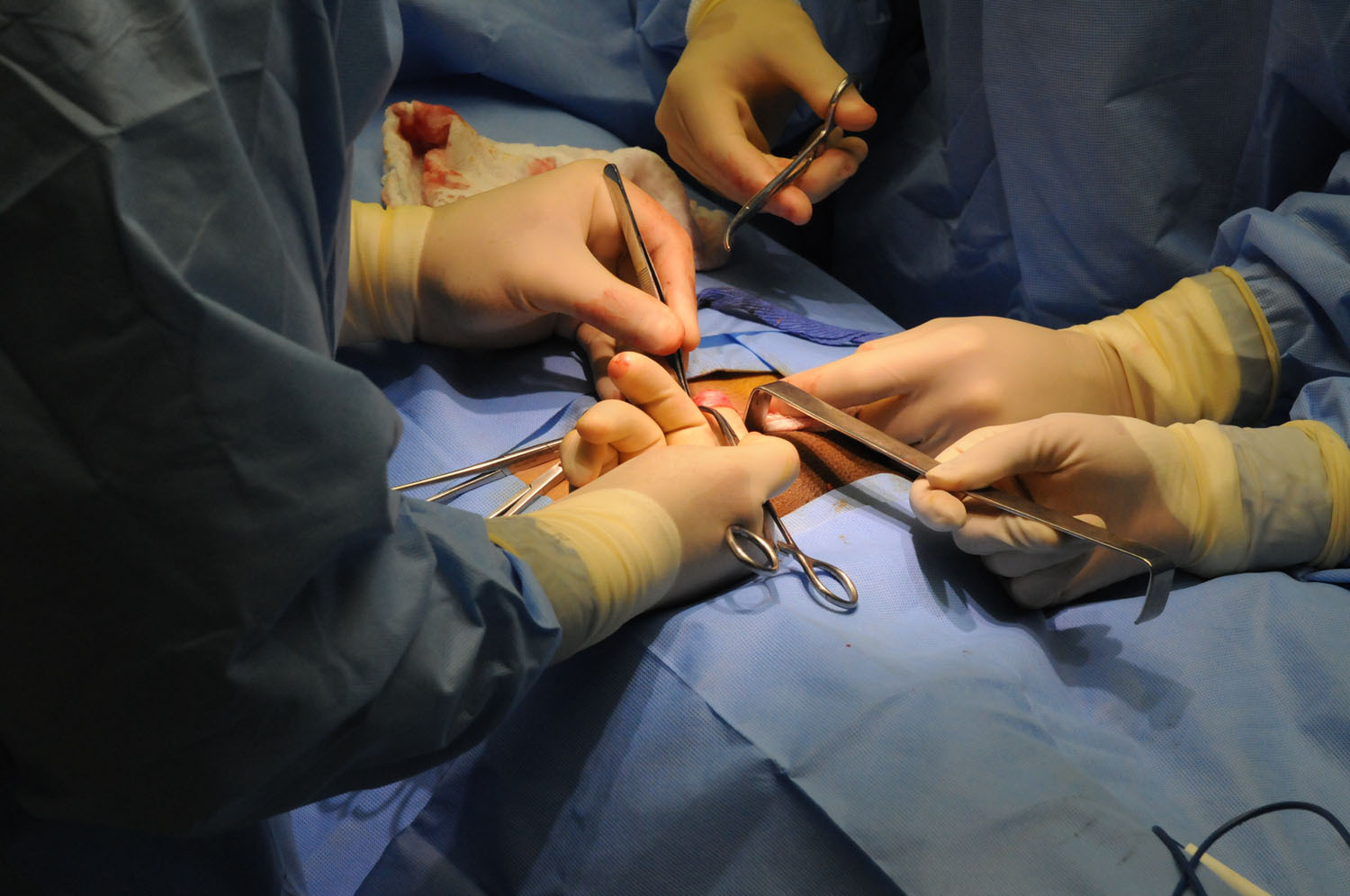

## انظر ايضًا
- إدارة التعيينات بالقوات المسلحة.
- إدارة المهمات بالقوات المسلحة.

## وصلات خارجية
- الموقع الرسمي لوزارة الدفاع.